# Championnat du monde de cyclo-cross amateurs
Le championnat du monde de cyclo-cross amateurs avait lieu dans le cadre des championnats du monde de cyclo-cross de l'Union cycliste internationale entre 1967 et 1993.

## Palmarès
| Édition | Or                     | Argent                   | Bronze               |
| ------- | ---------------------- | ------------------------ | -------------------- |
| 1967    | Michel Pelchat         | Julien Vanden Haesevelde | Peter Frischknecht   |
| 1968    | Roger De Vlaeminck     | Peter Frischknecht       | Cock van der Hulst   |
| 1969    | René De Clercq         | Roger De Vlaeminck       | Robert Vermeire      |
| 1970    | Robert Vermeire        | José María Basualdo      | Norbert Dedeckere    |
| 1971    | Robert Vermeire (2)    | Dieter Uebing            | Jacques Spetgens     |
| 1972    | Norbert Dedeckere      | Milos Fisera             | Wolfgang Renner      |
| 1973    | Klaus-Peter Thaler     | Robert Vermeire          | Ekkehard Teichreber  |
| 1974    | Robert Vermeire (3)    | Klaus-Peter Thaler       | Ekkehard Teichreber  |
| 1975    | Robert Vermeire (4)    | Klaus-Peter Thaler       | Gerrit Scheffer      |
| 1976    | Klaus-Peter Thaler (2) | Robert Vermeire          | Ekkehard Teichreber  |
| 1977    | Robert Vermeire (5)    | Ekkehard Teichreber      | Vojtěch Červínek     |
| 1978    | Roland Liboton         | Gilles Blaser            | Karl-Heinz Helbling  |
| 1979    | Vito Di Tano           | Hennie Stamsnijder       | Ueli Müller          |
| 1980    | Fritz Saladin          | Andrzej Mąkowski         | Grzegorz Jaroszewski |
| 1981    | Miloš Fišera           | Grzegorz Jaroszewski     | Paul De Brauwer      |
| 1982    | Miloš Fišera (2)       | Radomír Šimůnek          | Ueli Müller          |
| 1983    | Radomír Šimůnek        | Werner Van Der Fraenen   | Petr Klouček         |
| 1984    | Radomír Šimůnek (2)    | Miloslav Kvasnička       | Frank van Bakel      |
| 1985    | Mike Kluge             | Beat Schumacher          | Bruno D'Arsié        |
| 1986    | Vito Di Tano           | Ivan Messelis            | Ludo De Rey          |
| 1987    | Mike Kluge (2)         | František Klouček        | Roman Kreuziger      |
| 1988    | Karel Camrda           | Roger Honegger           | Henrik Djernis       |
| 1989    | Ondrej Glajza          | Radomír Šimůnek          | Roger Honegger       |
| 1990    | Andreas Büsser         | Miloslav Kvasnička       | Thomas Frischknecht  |
| 1991    | Thomas Frischknecht    | Henrik Djernis           | Daniele Pontoni      |
| 1992    | Daniele Pontoni        | Dieter Runkel            | Thomas Frischknecht  |
| 1993    | Henrik Djernis         | Ralph Berner             | Daniele Pontoni      |

## Tableau des médailles
| Rang  | Nation          | Or | Argent | Bronze | Total |
| ----- | --------------- | -- | ------ | ------ | ----- |
| 1     | Belgique        | 9  | 6      | 4      | 19    |
| 2     | Tchécoslovaquie | 6  | 6      | 3      | 15    |
| 3     | Allemagne       | 4  | 5      | 4      | 11    |
| 4     | Suisse          | 3  | 5      | 8      | 16    |
| 5     | Italie          | 3  | 0      | 2      | 5     |
| 6     | Danemark        | 1  | 1      | 1      | 3     |
| 7     | France          | 1  | 0      | 0      | 1     |
| 8     | Pologne         | 0  | 2      | 1      | 3     |
| 9     | Pays-Bas        | 0  | 1      | 4      | 5     |
| 10    | Espagne         | 0  | 1      | 0      | 1     |
| Total | Total           | 27 | 27     | 27     | 81    |